# Historique du parcours européen du Villarreal CF
 (décembre 2020).
Cet article présente les différentes campagnes européennes réalisées par le Villarreal CF depuis 2002. 
Le Villarreal Club de Fútbol, plus couramment abrégé Villarreal CF ou Villarreal, est un club espagnol de football de la commune de Vila-real, située dans la province de Castellón en Espagne. Vainqueur de la Ligue Europa dans la saison 2020-2021.

## Synthèse
Depuis sa fondation en 1923, le club a participé :
- 3 fois à la Ligue des champions (1 demi-finale, 1 quart de finale, 1 phase de poules),
- 0 fois à la Coupe d'Europe des vainqueurs de Coupe,
- 0 fois à la Supercoupe de l'UEFA,
- 11 fois à la Coupe UEFA/Ligue Europa (3 demi-finales, 1 titre),
- 4 fois à la Coupe Intertoto (2 titres et une finale).

## Saisons

### 2002-2003
Coupe Intertoto :
|  | Tour           | Club          | Aller | Total       | Retour | Club             |  |
|  | -------------- | ------------- | ----- | ----------- | ------ | ---------------- |  |
|  | Deuxième tour  | Villarreal CF | 2-0   | 4-2         | 2-2    | FH Hafnarfjörður |  |
|  | Troisième tour | Torino FC     | 2-0   | 2-2 (t.a.b) | 0-2    | Villarreal CF    |  |
|  | Demi-finale    | Villarreal CF | 0-0   | 3-0         | 3-0    | ES Troyes AC     |  |
|  | Finale         | Villarreal CF | 0-1   | 1-2         | 1-1    | Málaga CF        |  |

### 2003-2004
Coupe Intertoto :
|  | Tour           | Club          | Aller | Total | Retour | Club           |  |
|  | -------------- | ------------- | ----- | ----- | ------ | -------------- |  |
|  | Troisième tour | Villarreal CF | 2-0   | 3-1   | 1-1    | Brescia Calcio |  |
|  | Demi-finale    | FC Brno       | 1-1   | 1-3   | 0-2    | Villarreal CF  |  |
|  | Finale         | SC Heerenveen | 1-2   | 1-2   | 0-0    | Villarreal CF  |  |

Coupe UEFA :
|    | Tour               | Club           | Aller | Total | Retour | Club           |    |
| -- | ------------------ | -------------- | ----- | ----- | ------ | -------------- | -- |
| 1  | Premier tour       | Villarreal CF  | 0-0   | 3-2   | 3-2    | Trabzonspor    | 2  |
| 3  | Deuxième tour      | Villarreal CF  | 2-0   | 2-1   | 0-1    | Torpedo Moscou | 4  |
| 5  | Seizième de finale | Galatasaray    | 2-2   | 2-5   | 0-3    | Villarreal CF  | 6  |
| 7  | Huitième de finale | Villarreal CF  | 2-0   | 3-2   | 1-2    | AS Rome        | 8  |
| 9  | Quart de finale    | Celtic Glasgow | 1-1   | 1-3   | 0-2    | Villarreal CF  | 10 |
| 11 | Demi-finale        | Villarreal CF  | 0-0   | 0-1   | 0-1    | Valence CF     | 12 |

### 2004-2005
Coupe Intertoto :
|  | Tour           | Club          | Aller | Total       | Retour | Club            |  |
|  | -------------- | ------------- | ----- | ----------- | ------ | --------------- |  |
|  | Deuxième tour  | OB Odense     | 0-3   | 0-5         | 0-2    | Villarreal CF   |  |
|  | Troisième tour | Villarreal CF | 1-0   | 3-2         | 2-2    | Spartak Moscou  |  |
|  | Demi-finale    | Villarreal CF | 1-0   | 2-0         | 1-0    | Hambourg SV     |  |
|  | Finale         | Villarreal CF | 2-0   | 2-2 (t.a.b) | 0-2    | Atlético Madrid |  |

Coupe UEFA :
|    | Tour                           | Club              | Aller | Total | Retour | Club          |    |
| -- | ------------------------------ | ----------------- | ----- | ----- | ------ | ------------- | -- |
| 13 | Premier tour                   | Hammarby IF       | 1-2   | 1-5   | 0-3    | Villarreal CF | 14 |
| 15 | Phase de poules, groupe E : J1 | Lazio Rome        | 1-1   |       |        | Villarreal CF |    |
| 16 | Phase de poules, groupe E : J3 | Villarreal CF     | 2-0   |       |        | Middlesbrough |    |
| 17 | Phase de poules, groupe E : J4 | Partizan Belgrade | 1-1   |       |        | Villarreal CF |    |
| 18 | Phase de poules, groupe E : J5 | Villarreal CF     | 4-0   |       |        | Aigáleo       |    |
| 19 | Seizième de finale             | Dynamo Kiev       | 0-0   | 0-2   | 0-2    | Villarreal CF | 20 |
| 21 | Huitième de finale             | Steaua Bucarest   | 0-0   | 0-2   | 0-2    | Villarreal CF | 22 |
| 23 | Quart de finale                | Villarreal CF     | 1-2   | 1-3   | 1-1    | AZ Alkmaar    | 24 |

### 2005-2006
Ligue des champions :
|    | Tour                              | Club            | Aller | Total | Retour | Club              |    |
| -- | --------------------------------- | --------------- | ----- | ----- | ------ | ----------------- | -- |
| 25 | Troisième tour préliminaire       | Everton         | 1-2   | 2-4   | 1-2    | Villarreal CF     | 26 |
| 27 | Phase de poules, groupe J : J1/J5 | Villarreal CF   | 0-0   |       | 0-0    | Manchester United | 31 |
| 28 | Phase de poules, groupe J : J2/J6 | Lille OSC       | 0-0   |       | 0-1    | Villarreal CF     | 32 |
| 29 | Phase de poules, groupe J : J3/J4 | Villarreal CF   | 1-1   |       | 1-0    | Benfica Lisbonne  | 30 |
| 33 | Huitième de finale                | Glasgow Rangers | 2-2   | 3-3E  | 1-1    | Villarreal CF     | 34 |
| 35 | Quart de finale                   | Inter Milan     | 2-1   | 2-2E  | 0-1    | Villarreal CF     | 36 |
| 37 | Demi-finale                       | Arsenal         | 1-0   | 1-0   | 0-0    | Villarreal CF     | 38 |

### 2006-2007
Coupe Intertoto :
|  | Tour           | Club          | Aller | Total | Retour | Club       |  |
|  | -------------- | ------------- | ----- | ----- | ------ | ---------- |  |
|  | Troisième tour | Villarreal CF | 1-2   | 2-3   | 1-1    | NK Maribor |  |

### 2007-2008
Coupe UEFA :
|    | Tour                           | Club                     | Aller | Total | Retour | Club          |    |
| -- | ------------------------------ | ------------------------ | ----- | ----- | ------ | ------------- | -- |
| 39 | Premier tour                   | Villarreal CF            | 4-1   | 6-1   | 2-0    | BATE Borissov | 40 |
| 41 | Phase de poules, groupe C : J1 | Villarreal CF            | 1-1   |       |        | AC Fiorentina |    |
| 42 | Phase de poules, groupe C : J2 | Mladá Boleslav           | 1-2   |       |        | Villarreal CF |    |
| 43 | Phase de poules, groupe C : J4 | Villarreal CF            | 2-0   |       |        | IF Elfsborg   |    |
| 44 | Phase de poules, groupe C : J5 | AEK Athènes              | 1-2   |       |        | Villarreal CF |    |
| 45 | Seizième de finale             | Zénith Saint-Pétersbourg | 1-0   | 2E-2  | 1-2    | Villarreal CF | 46 |

### 2008-2009
Ligue des champions :
|    | Tour                              | Club              | Aller | Total | Retour | Club           |    |
| -- | --------------------------------- | ----------------- | ----- | ----- | ------ | -------------- | -- |
| 47 | Phase de poules, groupe E : J1/J5 | Manchester United | 0-0   |       | 0-0    | Villarreal CF  | 51 |
| 48 | Phase de poules, groupe E : J2/J6 | Villarreal CF     | 1-0   |       | 0-2    | Celtic Glasgow | 52 |
| 49 | Phase de poules, groupe E : J3/J4 | Villarreal CF     | 6-3   |       | 2-2    | AaB Ålborg     | 50 |
| 53 | Huitième de finale                | Villarreal CF     | 1-1   | 3-2   | 2-1    | Panathinaïkos  | 54 |
| 55 | Quart de finale                   | Villarreal CF     | 1-1   | 1-4   | 0-3    | Arsenal        | 56 |

### 2009-2010
Ligue Europa :
|    | Tour                              | Club               | Aller | Total | Retour | Club           |    |
| -- | --------------------------------- | ------------------ | ----- | ----- | ------ | -------------- | -- |
| 57 | Barrages                          | NAC Breda          | 1-3   | 2-9   | 1-6    | Villarreal CF  | 58 |
| 59 | Phase de poules, groupe G : J1/J5 | Villarreal CF      | 1-0   |       | 2-0    | Levski Sofia   | 63 |
| 60 | Phase de poules, groupe G : J2/J6 | Red Bull Salzbourg | 2-0   |       | 1-0    | Villarreal CF  | 64 |
| 61 | Phase de poules, groupe G : J3/J4 | Lazio Rome         | 2-1   |       | 1-4    | Villarreal CF  | 62 |
| 65 | Seizième de finale                | Villarreal CF      | 2-2   | 3-6   | 1-4    | VfL Wolfsbourg | 66 |

### 2010-2011
Ligue Europa :
|    | Tour                              | Club             | Aller | Total | Retour | Club              |    |
| -- | --------------------------------- | ---------------- | ----- | ----- | ------ | ----------------- | -- |
| 67 | Barrages                          | Villarreal CF    | 5-0   | 7-1   | 2-1    | FK Dnepr Moguilev | 68 |
| 69 | Phase de poules, groupe D : J1/J5 | Dinamo Zagreb    | 2-0   |       | 0-3    | Villarreal CF     | 73 |
| 70 | Phase de poules, groupe D : J2/J6 | Villarreal CF    | 2-1   |       | 2-1    | Club Bruges       | 74 |
| 71 | Phase de poules, groupe D : J3/J4 | Villarreal CF    | 1-0   |       | 0-1    | PAOK Salonique    | 72 |
| 75 | Seizième de finale                | SSC Naples       | 0-0   | 1-2   | 1-2    | Villarreal CF     | 76 |
| 77 | Huitième de finale                | Bayer Leverkusen | 2-3   | 3-5   | 1-2    | Villarreal CF     | 78 |
| 79 | Quart de finale                   | Villarreal CF    | 5-1   | 8-2   | 3-1    | FC Twente         | 80 |
| 81 | Demi-finale                       | FC Porto         | 5-1   | 7-4   | 2-3    | Villarreal CF     | 82 |

### 2011-2012
Ligue des champions :
|    | Tour                              | Club            | Aller | Total | Retour | Club          |    |
| -- | --------------------------------- | --------------- | ----- | ----- | ------ | ------------- | -- |
| 83 | Barrages                          | OB Odense       | 1-0   | 1-3   | 0-3    | Villarreal CF | 84 |
| 85 | Phase de poules, groupe A : J1/J5 | Villarreal CF   | 0-2   |       | 1-3    | Bayern Munich | 89 |
| 86 | Phase de poules, groupe A : J2/J6 | SSC Naples      | 2-0   |       | 2-0    | Villarreal CF | 90 |
| 87 | Phase de poules, groupe A : J3/J4 | Manchester City | 2-1   |       | 3-0    | Villarreal CF | 88 |

### 2014-2015
Ligue Europa :
|    | Tour                              | Club                     | Aller | Total | Retour | Club               |     |
| -- | --------------------------------- | ------------------------ | ----- | ----- | ------ | ------------------ | --- |
| 89 | Barrages                          | FK Astana                | 0-3   | 0-7   | 0-4    | Villarreal CF      | 90  |
| 91 | Phase de poules, groupe A : J1/J5 | Borussia Mönchengladbach | 1-1   |       | 2-2    | Villarreal CF      | 95  |
| 92 | Phase de poules, groupe A : J2/J6 | Villarreal CF            | 4-0   |       | 2-0    | Apollon Limassol   | 96  |
| 93 | Phase de poules, groupe A : J3/J4 | Villarreal CF            | 4-1   |       | 2-3    | FC Zürich          | 94  |
| 97 | Seizième de finale                | Villarreal CF            | 2-1   | 5-2   | 3-1    | Red Bull Salzbourg | 98  |
| 99 | Huitième de finale                | Villarreal CF            | 2-3   | 3-5   | 1-2    | Séville FC         | 100 |

### 2015-2016
Ligue Europa :
|     | Tour                              | Club          | Aller | Total | Retour | Club             |     |
| --- | --------------------------------- | ------------- | ----- | ----- | ------ | ---------------- | --- |
| 101 | Phase de poules, groupe E : J1/J5 | Rapid Vienne  | 2-1   |       | 0-1    | Villarreal CF    | 105 |
| 102 | Phase de poules, groupe E : J2/J6 | Villarreal CF | 1-0   |       | 3-3    | Viktoria Plzeň   | 106 |
| 103 | Phase de poules, groupe E : J3/J4 | Villarreal CF | 4-0   |       | 2-1    | Dinamo Minsk     | 104 |
| 107 | Seizième de finale                | Villarreal CF | 1-0   | 2-1   | 1-1    | SSC Naples       | 108 |
| 109 | Huitième de finale                | Villarreal CF | 2-0   | 2-0   | 0-0    | Bayer Leverkusen | 110 |
| 111 | Quart de finale                   | Villarreal CF | 2-1   | 6-3   | 4-2    | Sparta Prague    | 112 |
| 113 | Demi-finale                       | Villarreal CF | 1-0   | 1-3   | 0-3    | Liverpool FC     | 114 |

### 2016-2017
Ligue des champions
|     | Tour     | Club          | Aller | Total | Retour | Club      |     |
| --- | -------- | ------------- | ----- | ----- | ------ | --------- | --- |
| 115 | Barrages | Villarreal CF | 1-2   | 1-3   | 0-1    | AS Monaco | 116 |

Ligue Europa :
|     | Tour                              | Club            | Aller | Total | Retour | Club          |     |
| --- | --------------------------------- | --------------- | ----- | ----- | ------ | ------------- | --- |
| 117 | Phase de poules, groupe L : J1/J5 | Villarreal CF   | 2-1   |       | 1-1    | FC Zürich     | 121 |
| 118 | Phase de poules, groupe L : J2/J6 | Steaua Bucarest | 1-1   |       | 2-1    | Villarreal CF | 122 |
| 119 | Phase de poules, groupe L : J3/J4 | Osmanlıspor     | 2-2   |       | 2-1    | Villarreal CF | 120 |
| 123 | Seizième de finale                | Villarreal CF   | 0-4   | 1-4   | 1-1    | AS Rome       | 124 |

### 2017-2018
Ligue Europa :
|     | Tour                              | Club               | Aller | Total | Retour | Club          |     |
| --- | --------------------------------- | ------------------ | ----- | ----- | ------ | ------------- | --- |
| 125 | Phase de poules, groupe A : J1/J5 | Villarreal CF      | 3-1   |       | 3-2    | FK Astana     | 129 |
| 126 | Phase de poules, groupe A : J2/J6 | Maccabi Tel-Aviv   | 0-0   |       | 1-0    | Villarreal CF | 130 |
| 127 | Phase de poules, groupe A : J3/J4 | Villarreal CF      | 2-2   |       | 2-0    | Slavia Prague | 128 |
| 131 | Seizième de finale                | Olympique lyonnais | 3-1-  | 4-1   | 1-0    | Villarreal CF | 132 |

### 2018-2019
Ligue Europa :
|     | Tour                              | Club                    | Aller | Total | Retour | Club          |     |
| --- | --------------------------------- | ----------------------- | ----- | ----- | ------ | ------------- | --- |
| 133 | Phase de poules, groupe G : J1/J5 | Villarreal CF           | 2-2   |       | 0-0    | Rangers FC    | 137 |
| 134 | Phase de poules, groupe G : J2/J6 | Spartak Moscou          | 3-3   |       | 0-2    | Villarreal CF | 138 |
| 135 | Phase de poules, groupe G : J3/J4 | Villarreal CF           | 5-0   |       | 0-0    | Rapid Vienne  | 136 |
| 139 | Seizième de finale                | Sporting CP             | 0-1   | 1-2   | 1-1    | Villarreal CF | 140 |
| 141 | Huitième de finale                | Zenit Saint-Pétersbourg | 1-3   | 2-5   | 1-2    | Villarreal CF | 142 |
| 143 | Quart de finale                   | Villarreal CF           | 1-3   | 1-5   | 0-2    | Valence CF    | 144 |

### 2020-2021
Ligue Europa :
|     | Tour                              | Club               | Aller | Total             | Retour | Club             |     |
| --- | --------------------------------- | ------------------ | ----- | ----------------- | ------ | ---------------- | --- |
| 145 | Phase de poules, groupe I : J1/J5 | Villarreal CF      | 5-3   |                   | 1-0    | Sivasspor        | 149 |
| 146 | Phase de poules, groupe I : J2/J6 | Qarabağ FK         | 1-3   |                   | 0-3    | Villarreal CF    | 150 |
| 147 | Phase de poules, groupe I : J3/J4 | Villarreal CF      | 4-0   |                   | 1-1    | Maccabi Tel-Aviv | 148 |
| 151 | Seizième de finale                | Red Bull Salzbourg | 0-2   | 1-4               | 1-2    | Villarreal CF    | 152 |
| 153 | Huitième de finale                | Dynamo Kiev        | 0-2   | 0-4               | 0-2    | Villarreal CF    | 154 |
| 155 | Quart de finale                   | Dinamo Zagreb      | 0-1   | 1-3               | 1-2    | Villarreal CF    | 156 |
| 157 | Demi-finale                       | Villarreal CF      | 2-1   | 2-1               | 0-0    | Arsenal FC       | 158 |
| 159 | Finale                            | Villarreal CF      |       | 1-1 11 T.a.b à 10 |        | Manchester Utd   |     |

## Bilan
Mise à jour après le match retour de la demi-finale de la Ligue Europa.
- 82 matches en Coupe d'Europe (C1, C2, C3), 106 avec la Coupe Intertoto.

| Coupe                                  | Matchs joués | Victoires | Nuls | Défaites | Buts marqués | Buts encaissés |
| Ligue des champions                    | 24           | 8         | 12   | 4        | 23           | 22             |
| Coupe d'Europe des vainqueurs de coupe | –            | –         | –    | –        | –            | –              |
| Ligue Europa                           | 58           | 34        | 12   | 12       | 84           | 40             |
| Coupe Intertoto                        | 24           | 12        | 8    | 4        | 32           | 16             |
| TOTAL                                  | 82           | 42        | 24   | 16       | 107          | 62             |
| TOTAL 2*                               | 106          | 54        | 32   | 20       | 139          | 78             |

* Total 2 en incluant la Coupe Intertoto.

### Adversaires européens
- Bayern Munich
- Hambourg SV
- Bayer Leverkusen
- Borussia Mönchengladbach
- VfL Wolfsbourg
- Arsenal FC
- Chelsea FC
- Everton FC
- Liverpool FC
- Manchester City
- Manchester United
- Middlesbrough
- Red Bull Salzbourg
- Rapid Vienne
- Qarabağ FK
- Club Bruges
- BATE Borissov
- Dinamo Minsk
- FK Dnepr Moguilev
- Levski Sofia
- Dinamo Zagreb
- Apollon Limassol
- AaB Ålborg
- OB Odense
- Celtic Glasgow
- Glasgow Rangers
- Atlético Madrid
- Málaga CF
- Séville FC
- Valence CF
- Lille OSC
- Olympique lyonnais
- AS Monaco
- ES Troyes AC
- AEK Athènes
- Panathinaïkos
- PAOK Salonique
- FH Hafnarfjörður
- Maccabi Tel-Aviv
- Brescia Calcio
- AC Fiorentina
- Inter Milan
- SSC Naples
- AS Rome
- Lazio Rome
- Torino FC
- FK Astana
- AZ Alkmaar
- NAC Breda
- SC Heerenveen
- FC Twente
- Benfica Lisbonne
- FC Porto
- Mladá Boleslav
- FC Brno
- Viktoria Plzeň
- Slavia Prague
- Sparta Prague
- Steaua Bucarest
- Spartak Moscou
- Torpedo Moscou
- Zénith Saint-Pétersbourg
- Partizan Belgrade
- NK Maribor
- FC Zürich
- IF Elfsborg
- Hammarby IF
- Osmanlıspor
- Sivasspor
- Trabzonspor
- Galatasaray
- Dynamo Kiev